# Ley de Protección de Datos de 2012
La Ley de Protección de Datos de 2012 (La Ley)  es una ley dictada por el Parlamento de la República de Ghana para proteger la privacidad y los datos personales. Regula el proceso de adquisición, conservación y uso de la publicación de la información personal, exigiendo el cumplimiento de determinados principios de protección de datos. El incumplimiento de las disposiciones de la Ley puede generar responsabilidad civil o penal, dependiendo de la naturaleza de la infracción. La Ley también establece una Comisión de Protección de Datos, que tiene el fin de velar por el cumplimiento de sus disposiciones, así como de mantener un Registro de Protección de Datos.

## Historia
La ley se tramitó por primera vez en el Parlamento de Ghana en 2010, y posteriormente retirada por el entonces Ministro de Comunicaciones, Haruna Iddrisu, para su revisión.  El Parlamento aprobó el proyecto de ley en 2012,  obteniendo la aprobación presidencial el 10 de mayo de 2012.  La aprobación de la Ley se publicó el 18 de mayo de 2012  y, de conformidad con el artículo 99, la Ley entró en vigor el 16 de octubre de 2012. 

## Estructura
La Ley se estructura en 99 artículos que se organizan en varios títulos, de la siguiente manera:
| Título                                                       | Secciones |
| ------------------------------------------------------------ | --------- |
| Comisión de Protección de Datos                              | 1-10      |
| Administración                                               | 11-13     |
| Finanzas de la Comisión                                      | 14-16     |
| Aplicación de principios de protección de datos              | 17-34     |
| Derechos de los interesados y de otros                       | 35-36     |
| Tratamiento de datos personales especiales                   | 37-45     |
| Registro de protección de datos                              | 46-59     |
| Exenciones                                                   | 60-74     |
| Aplicación                                                   | 75-81     |
| Registros obtenidos bajo el derecho de acceso del interesado | 82-83     |
| Información proporcionada a la Comisión                      | 84-85     |
| Disposiciones diversas y generales                           | 86-99     |

## Aplicación de la ley
La Ley es aplicable en los siguientes casos:
1. El responsable del tratamiento de los datos está establecido en Ghana y los datos se procesan en Ghana,
2. El responsable del tratamiento de los datos no está establecido en Ghana, pero utiliza equipos o  servicios de un responsable de tratamiento de datos que realiza actividades comerciales en Ghana, para el tratamiento de datos.
3. La información que se procesa proviene parcial o totalmente de Ghana. (Artículo 45(1))

Sin embargo, los datos que se originan en el exterior y simplemente circulan por Ghana no están protegidos por la Ley (artículo 45(4)). La Ley  también se aplica al Gobierno de Ghana y a tal efecto, cada departamento gubernamental es tratado como un responsable del tratamiento de datos. (Artículo 91)

## Principios de protección de datos
La Ley establece ocho principios que los responsables del tratamiento de datos deben tener en cuenta al procesar datos para proteger la privacidad de las personas. Estos principios son similares a las Directrices de la OCDE  y la Directiva de Protección de Datos de la Unión Europea. 
Los principios de la protección de datos se enumeran en la Sección 17 de la siguiente manera:
1. Responsabilidad
2. Legalidad del tratamiento
3. Detalle de la finalidad
4. Compatibilidad del tratamiento posterior de la recopilación de datos personales.
5. Calidad de la información
6. Transparencia
7. Garantía de protección de datos.
8. Participación del interesado.